# Jürgen Kramny
Jürgen Kramny (Ludwigsburg, 18 ottobre 1971) è un ex calciatore e allenatore di calcio tedesco, di ruolo centrocampista, attuale tecnico dell'Arminia Bielefeld.

## Carriera

### Allenatore
Nel luglio 2010, Kramny diventa allenatore delle giovanili dello Stoccarda. Nel 2010 diventa vice di Jens Keller in prima squadra. Dopo l'esonero di quest'ultimo, Kramny torna ad occuparsi delle giovanili.
Il 24 novembre 2015 è chiamato a guidare la prima squadra dello Stoccarda, in seguito all'esonero di Alexander Zorniger. Il 21 dicembre seguente diventa ufficialmente il tecnico della prima squadra del club tedesco, firmando un contratto valido fino al 2017.
Il 15 maggio 2016 viene esonerato con la squadra retrocessa in 2. Fußball-Bundesliga dopo 41 anni.

## Palmarès

### Giocatore

#### Competizioni nazionali
- Campionato tedesco: 1

Stoccarda: 1991-1992